# Associazione Calcio Fiorentina 1962-1963
Questa voce raccoglie le informazioni riguardanti l'Associazione Calcio Fiorentina nelle competizioni ufficiali della stagione 1962-1963.

## Stagione
Nella stagione 1962-1963 la Fiorentina arriva al sesto posto in campionato, nonostante l'arrivo a Firenze del forte attaccante peruviano Seminario. Probabilmente la grande squadra di qualche tempo prima non c'è più e c'è bisogno di ricostruire tutto da capo. Lo scudetto va all'Inter con 49 punti, davanti alla Juventus con 45 punti ed al Milan terzo con 43 punti.
In maglia viola debuttano molti giovani che diventeranno l'ossatura delle formazioni dei prossimi anni, tra cui il giovane difensore Giuseppe Brizi. Sulla panchina si avvicendano l'ex giocatore viola Ferruccio Valcareggi e Giuseppe Chiappella, di ritorno dopo una breve parentesi due anni prima.
La strada della Fiorentina in Coppa Italia si ferma al secondo turno eliminatorio, battuta in casa dal Genoa (0-2), dopo che nel primo turno aveva eliminato la Lazio (0-3) a Roma.

## Rosa
| N. |                   | Ruolo | Calciatore                |
| -- | ----------------- | ----- | ------------------------- |
|    | Italia (bandiera) | P     | Enrico Albertosi          |
|    | Italia (bandiera) | P     | Giuliano Sarti (capitano) |
|    | Italia (bandiera) | D     | Giuseppe Brizi            |
|    | Italia (bandiera) | D     | Sergio Castelletti        |
|    | Italia (bandiera) | D     | Piero Gonfiantini         |
|    | Italia (bandiera) | D     | Saul Malatrasi            |
|    | Italia (bandiera) | D     | Enzo Robotti              |
|    | Italia (bandiera) | C     | Domenico Casini           |
|    | Italia (bandiera) | C     | Lucio Dell'Angelo         |
|    | Italia (bandiera) | C     | Amilcare Ferretti         |
|    | Italia (bandiera) | C     | Giancarlo Magi            |
|    | Italia (bandiera) | C     | Rino Marchesi             |

| N. |                      | Ruolo | Calciatore         |
| -- | -------------------- | ----- | ------------------ |
|    | Italia (bandiera)    | C     | Luigi Milan        |
|    | Italia (bandiera)    | C     | Alberto Orzan      |
|    | Italia (bandiera)    | C     | Claudio Rimbaldo   |
|    | Brasile (bandiera)   | A     | Almir              |
|    | Italia (bandiera)    | A     | Pasquale Cavicchia |
|    | Italia (bandiera)    | A     | Francesco Canella  |
|    | Svezia (bandiera)    | A     | Kurt Hamrin        |
|    | Italia (bandiera)    | A     | Aurelio Milani     |
|    | Argentina (bandiera) | A     | Luis Pentrelli     |
|    | Italia (bandiera)    | A     | Gianfranco Petris  |
|    | Perù (bandiera)      | A     | Juan Seminario     |

## Risultati

### Serie A

#### Girone di andata
| Arbitro: | Sbardella (Roma) |

|            |           |                         |
| Milani 50’ | Marcatori | 62’ Tinazzi 77’ Vetrano |

| Arbitro: | Rigato (Mestre) |

|            |           |  |
| Toschi 13’ | Marcatori |  |

| Arbitro: | Gambarotta (Genova) |

|             |           |  |
| Canella 35’ | Marcatori |  |

| Milano 7 ottobre 1962 4ª giornata | Milan        | 0 – 0 | Fiorentina | Stadio San Siro\| Arbitro: \| Adami (Roma) \| |
| Arbitro:                          | Adami (Roma) |       |            |                                               |

| Arbitro: | Genel (Trieste) |

|                 |           |  |
| Petris 36’, 76’ | Marcatori |  |

| Arbitro: | Roversi (Bologna) |

|                         |           |  |
| Fanello 40’ Mariani 56’ | Marcatori |  |

| Arbitro: | Sebastio (Taranto) |

|                                                |           |              |
| Marchesi 64’ (rig.) Dell'Angelo 69’ Hamrin 71’ | Marcatori | 85’ Fernando |

| Arbitro: | Sbardella (Roma) |

|                             |           |               |
| Novelli 9’, 85’ Waldner 59’ | Marcatori | 72’ Cavicchia |

| Arbitro: | Angonese (Mestre) |

|                                                      |           |  |
| Hamrin 55’, 78’ (rig.) Pentrelli 72’ Hamrin 84’, 85’ | Marcatori |  |

| Arbitro: | Marchese (Napoli) |

|                            |           |                      |
| Charles 28’ Manfredini 60’ | Marcatori | 62’ Canella 72’ Magi |

| Arbitro: | Adami (Roma) |

|            |           |            |
| Petris 37’ | Marcatori | 63’ Suarez |

| Arbitro: | Genel (Trieste) |

|  |           |                                    |
|  | Marcatori | 18’, 40’, 48’ Hamrin 63’ Seminario |

| Arbitro: | Angonese (Mestre) |

|            |           |             |
| Simoni 73’ | Marcatori | 32’ Canella |

| Arbitro: | Rigato (Mestre) |

|                                     |           |            |
| Seminario 34’ Petris 41’ Hamrin 64’ | Marcatori | 16’ Haller |

| Arbitro: | Righi (Milano) |

|  |           |                               |
|  | Marcatori | 29’, 73’ Hamrin 65’ Seminario |

| Arbitro: | Grignani (Milano) |

|             |           |  |
| Campana 29’ | Marcatori |  |

| Arbitro: | De Marchi (Pordenone) |

|                              |           |  |
| Seminario 2’, 58’ Petris 35’ | Marcatori |  |

#### Girone di ritorno
| Arbitro: | Jonni (Macerata) |

|                                            |           |  |
| Malatrasi 8’ (aut.) Conti 16’ Pagliari 69’ | Marcatori |  |

| Arbitro: | Babini (Ravenna) |

|            |           |            |
| Hamrin 40’ | Marcatori | 86’ Toschi |

| Torino 3 febbraio 1963 20ª giornata | Juventus          | 0 – 0 | Fiorentina | Stadio Comunale\| Arbitro: \| Marchese (Napoli) \| |
| Arbitro:                            | Marchese (Napoli) |       |            |                                                    |

| Arbitro: | De Marchi (Pordenone) |

|  |           |              |
|  | Marcatori | 13’ Altafini |

| Arbitro: | Sbardella (Roma) |

|  |           |                    |
|  | Marcatori | 20’ (aut.) Pesenti |

| Arbitro: | Gambarotta (Genova) |

|                                                    |           |                |
| Canella 9’ Petris 33’, 74’ Hamrin 70’ Marchesi 86’ | Marcatori | 77’ Montefusco |

| Arbitro: | Jonni (Macerata) |

|                      |           |  |
| Borjesson 78’ (rig.) | Marcatori |  |

| Arbitro: | De Robbio (Torre Annunziata) |

|                         |           |  |
| Cavicchia 30’ Brizi 69’ | Marcatori |  |

| Arbitro: | D'Agostini (Roma) |

|         |           |                               |
| Bean 3’ | Marcatori | 22’ Dell'Angelo 35’ Cavicchia |

| Arbitro: | Varazzani (Parma) |

|               |           |             |
| Cavicchia 56’ | Marcatori | 10’ Jonsson |

| Arbitro: | Gambarotta (Genova) |

|              |           |  |
| Facchetti 1’ | Marcatori |  |

| Arbitro: | D'Agostini (Roma) |

|               |           |  |
| Seminario 89’ | Marcatori |  |

| Arbitro: | Rigato (Mestre) |

|                                                |           |  |
| Hamrin 30’, 34’ Seminario 64’, 85’ Canella 80’ | Marcatori |  |

| Arbitro: | Genel (Trieste) |

|                                       |           |                     |
| Perani 44’ (rig.) Rimbaldo 70’ (aut.) | Marcatori | 14’ (rig.) Marchesi |

| Arbitro: | Rigato (Mestre) |

|               |           |                                          |
| Seminario 20’ | Marcatori | 12’, 74’ Raffin 25’ Pochissimo 79’ Bartu |

| Arbitro: | Rancher (Roma) |

|                 |           |             |
| Dell'Angelo 30’ | Marcatori | 53’ Vastola |

| Arbitro: | Varazzani (Parma) |

|  |           |               |
|  | Marcatori | 88’ Seminario |

### Coppa Italia
| Arbitro: | Lo Bello (Siracusa) |

|  |           |                                        |
|  | Marcatori | 51’ Dell'Angelo 57’ Canella 65’ Petris |

| Arbitro: | Babini (Ravenna) |

|  |           |                        |
|  | Marcatori | 25’ Bean 34’ Giacomini |

## Statistiche

### Statistiche di squadra
| Competizione | Punti | In casa | In casa | In casa | In casa | In casa | In casa | In trasferta | In trasferta | In trasferta | In trasferta | In trasferta | In trasferta | Totale | Totale | Totale | Totale | Totale | Totale | DR  |
| Competizione | Punti | G       | V       | N       | P       | Gf      | Gs      | G            | V            | N            | P            | Gf           | Gs           | G      | V      | N      | P      | Gf     | Gs     | DR  |
| ------------ | ----- | ------- | ------- | ------- | ------- | ------- | ------- | ------------ | ------------ | ------------ | ------------ | ------------ | ------------ | ------ | ------ | ------ | ------ | ------ | ------ | --- |
| Serie A      | 38    | 17      | 10      | 4       | 3       | 36      | 14      | 17           | 5            | 4            | 8            | 16           | 18           | 34     | 15     | 8      | 11     | 52     | 32     | +20 |
| Coppa Italia |       | 1       | 0       | 0       | 1       | 0       | 2       | 1            | 1            | 0            | 0            | 3            | 0            | 2      | 1      | 0      | 1      | 3      | 2      | +1  |
| Totale       |       | 18      | 10      | 4       | 4       | 36      | 16      | 18           | 6            | 4            | 8            | 19           | 18           | 36     | 16     | 8      | 12     | 55     | 34     | +21 |

### Statistiche dei giocatori
E' da considerare 1 autogol a favore dei viola in campionato.
Sono in corsivo i calciatori che hanno lasciato la società a stagione in corso.
| Giocatore       | Serie A  | Serie A | Coppa Italia | Coppa Italia | Totale   | Totale |
| Giocatore       | Presenze | Reti    | Presenze     | Reti         | Presenze | Reti   |
| --------------- | -------- | ------- | ------------ | ------------ | -------- | ------ |
| E. Albertosi    | 8        | -12     | 1            | -2           | 9        | -14    |
| Almir           | 0        | 0       | 1            | 0            | 1        | 0      |
| G. Brizi        | 4        | 1       | 0            | 0            | 4        | 1      |
| F. Canella      | 23       | 5       | 2            | 1            | 25       | 6      |
| D. Casini       | 0        | 0       | 1            | 0            | 1        | 0      |
| S. Castelletti  | 33       | 0       | 2            | 0            | 35       | 0      |
| P. Cavicchia    | 7        | 4       | 0            | 0            | 7        | 4      |
| L. Dell'Angelo  | 30       | 3       | 2            | 1            | 32       | 4      |
| A. Ferretti     | 0        | 0       | 1            | 0            | 1        | 0      |
| G. Gionfiantini | 34       | 0       | 0            | 0            | 34       | 0      |
| K. Hamrin       | 31       | 15      | 1            | 0            | 32       | 15     |
| G. Magi         | 5        | 1       | 1            | 0            | 6        | 1      |
| S. Malatrasi    | 24       | 0       | 1            | 0            | 25       | 0      |
| R. Marchesi     | 29       | 3       | 1            | 0            | 30       | 3      |
| L. Milan        | 0        | 0       | 1            | 0            | 1        | 0      |
| A. Milani       | 18       | 1       | 1            | 0            | 19       | 1      |
| A. Orzan        | 1        | 0       | 1            | 0            | 2        | 0      |
| L. Penterelli   | 11       | 1       | 2            | 0            | 13       | 1      |
| G. Petris       | 18       | 7       | 1            | 1            | 19       | 8      |
| C. Rimbaldo     | 21       | 0       | 0            | 0            | 21       | 0      |
| E. Robotti      | 27       | 0       | 1            | 0            | 28       | 0      |
| G. Sarti        | 26       | -20     | 1            | -0           | 27       | -20    |
| J. Seminario    | 24       | 10      | 0            | 0            | 24       | 10     |